# Félix Marot
Pour les articles homonymes, voir Marot.
Félix Marot, né le 5 août 1865 à Angoulême (Charente) et mort le 10 juin 1932 à Paris 17e, est un homme politique français.

## Biographie
Médecin, il se spécialise en bactériologie. Propriétaire terrien dans la Charente, il est conseiller municipal de Ruffec en 1900 et conseiller général du canton d'Aigre en 1901. Il est député de la Charente de 1902 à 1906, élu sous l'étiquette de l'Union républicaine. Il est secrétaire de la Chambre en 1905. Battu en 1906, il quitte la vie politique pour reprendre ses activités médicales.

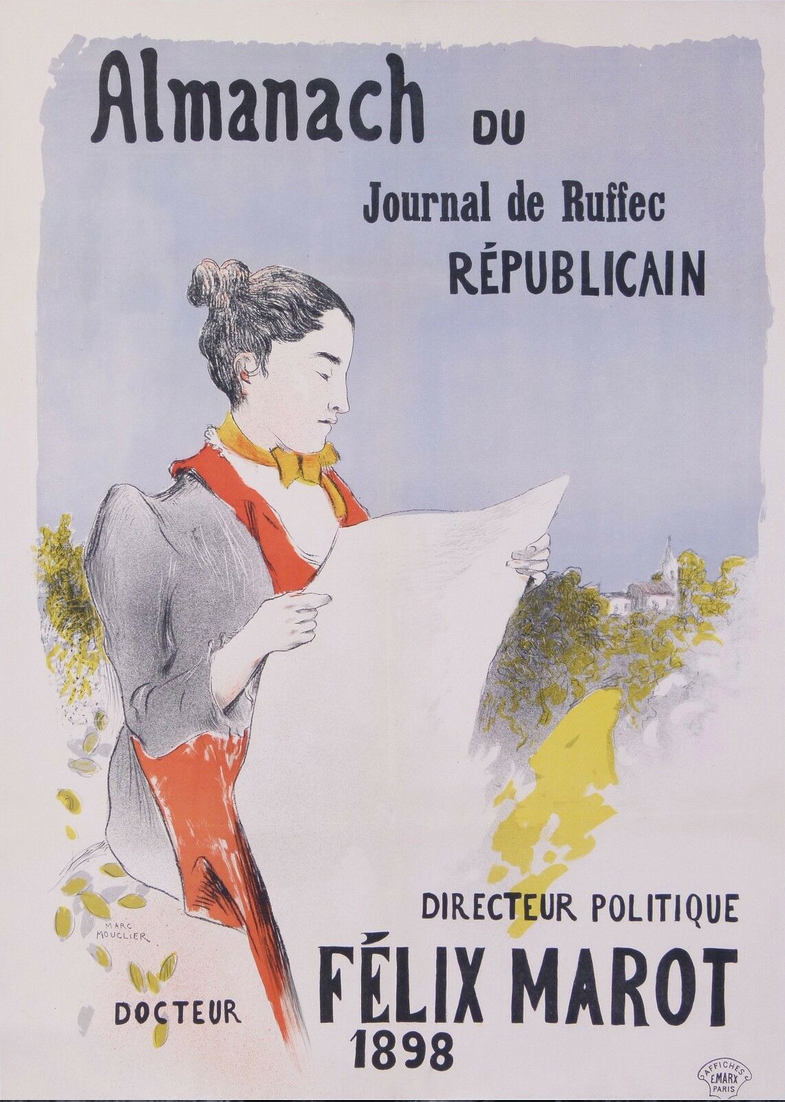
Affiche lithographiée pour lAlmanach du Journal de Ruffec (1897) signée Marc Mouclier.

Il possédait le Journal de Ruffec.